# Diaulota harteri
Diaulota harteri (лат.) — вид коротконадкрылых жуков рода Diaulota из подсемейства Aleocharinae. Встречаются по тихоокеанскому побережью Мексики и США (Калифорния). Обитают в приливно-отливной литоральной зоне скалистых берегов.

## Описание
Жуки-стафилиниды мелкого размера, длина тела 1,7—2,9 мм. Основная окраска коричневая. От близких видов отличается следующими признаками: надкрылья шире своей длины; антенномеры 6—10 поперечные; лабрум не крупный; мандибулы менее вытянутые; лабиальные пальпы с 2 члениками; лигула без мелких волосков; метум с более глубокой передней эмаргинацией. Формула члеников лапок 4-4-5. Задние крылья отсутствуют.